# Samoefikasnost
Samoefikasnost (engl. Self-efficacy) je koncept kreiran od strane psihologa Alberta Bandure 70-ih godina XX veka. Bandura određuje samoefikasnost kao verovanje u sposobnost organizovanja i izvršenja akcija potrebnih da bi se ostvario određeni pretpostavljeni tip aktivnosti. Prema Banduri percepcija samoefikasnosti uključuje sledeće: 
- koje aktivnosti su neophodne (ljudi izbegavaju aktivnosti za koje veruju da nemaju sposobnosti);
- koliko napora je neophodno uložiti u tu situaciju;
- koliko će izdržati u suočavanju sa teškoćama;
- koji obrasci su neophodni za zadatak i
- emocionalne reakcije koje osoba anticipira[2].

Po jednoj od definicija, samoefikasnost odražava optimističko samoverovanje koje olakšava postavljanje ciljeva, naporno investiranje, istrajavanje pred preprekama i oporavak od neuspeha. Samoefikasnost je zasnovana na ideji važnosti subjektivnog doživljaja lične kompetencije u realizaciji različitih ciljeva, a ne na realnim znanjima i veštinama. Samoefikasnost se ne procenjuje kao osobina ličnosti, već kao uverenje o sopstvenim mogućnostima da se usklađuju znanja i sposobnosti, kako bi se ostvarili željeni ciljevi u određenim oblastima i okolnostima.

## Razvoj samoefikasnosti
Samoefikasnost nije nasledna osobina, već se razvija vremenom. Brižnost roditelja kod dece izgrađuje poverenje, kompetenciju i osećaj samoefikasnosti. Postoje četiri osnovna izvora na kojima počiva samoefikasnost: 
- Lična, direktna iskustva – uspesi podižu verovanja o efikasnosti, dok neuspesi oslabljuju ta verovanja. Neuspesi u ranim fazama narušavaju verovanje u sopstvenu efikasnost, ali ako se osoba suočava samo sa lako postignutim uspesima, ona se lako obeshrabri u slučaju neuspeha;
- Nivo emocionalne i fiziološke pobuđenosti – stanja prijatnosti u situacijama kada osoba realizuje željenu aktivnost učvrstiće osećaj sigurnosti, dok se neprijatna stanja u okolnostima kada se izvršava aktivnost vezuju za osećaj manje kompetentnosti. Dakle, kada se suočimo sa nekim zadatkom, možemo biti anksiozni i zabrinuti (što utiče na pad efikasnosti) ili uzbuđeni i energični (što utiče na porast efikasnosti);
- Posredno iskustvo, učenje po modelu – iskustva drugih ljudi omogućavaju učenje sa jedne strane i komparaciju svojih i tuđih sposobnosti sa osobama istih ili sličnih sposobnosti sa druge strane, po modelu „ako mogu drugi, mogu i ja“, i obrnuto. Ako osoba vidi druge da uspevaju pribegavanjem sličnim strategijama, počinje verovati da, takođe, poseduju kapacitete za uspeh. Posmatranje tuđih neuspeha dovodi do sumnje u vlastite sposobnosti u vezi sa sličnim aktivnostima i
- Socijalne persuazije ili verbalni sudovi koje dobijamo od okoline – ovaj izvor može uticati na pojedinca tako što će on uložiti veći napor da bi ostvario neki cilj ili će isprobati nove strategije u radu. Ako je osoba uveravana od strane drugih da može uspeti u nekoj aktivnosti, uložiće više napora nego osobe koje ne dobijaju takvu vrstu podrške[3].